# Armistizio di Vignale
L'armistizio di Vignale fu firmato presso la località omonima il 24 marzo 1849, tra il re di Sardegna Vittorio Emanuele II e il maresciallo austriaco Josef Radetzky.
L'armistizio fu siglato il giorno dopo la battaglia di Novara (o battaglia della Bicocca), che segnò la fine della prima guerra di indipendenza italiana e comportò l'abdicazione del re di Sardegna Carlo Alberto a favore del figlio.
L'armistizio impose il ritiro della flotta sarda dall'Adriatico e la temporanea occupazione austriaca della piazzaforte di Alessandria e del quadrilatero strategico tra la Lomellina e il Monferrato.
L'occupazione austriaca cessò in virtù della successiva pace di Milano, del 6 agosto 1849, che impose tuttavia al Piemonte condizioni tali da indurre la Camera a rifiutarsi di ratificarla. Il re quindi la sciolse e indisse nuove elezioni, facendo appello direttamente all'elettorato con il proclama di Moncalieri (20 novembre 1849), affinché risultasse una maggioranza favorevole alla pace.

## La trattativa

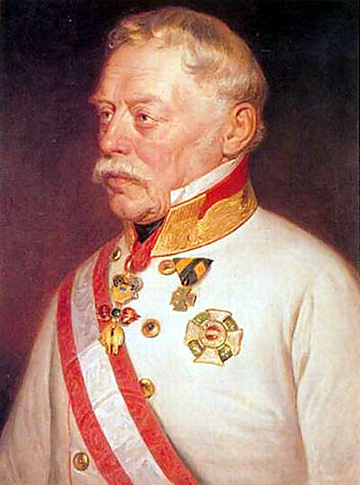
Josef Radetzky

La sera del 23 marzo Carlo Alberto ricevette da un suo emissario l'elenco delle dure condizioni poste da Radetzky per un accordo di pace, che includevano l'occupazione di una parte del territorio piemontese (Alessandria e la zona fra il Ticino e il Sesia). Inoltre il maresciallo austriaco fece capire di non fidarsi della parola del re e che quindi avrebbe preteso di prendere come ostaggio suo figlio Vittorio Emanuele, al tempo duca di Savoia, e concesse una tregua ai combattimenti di sei ore.
Carlo Alberto, giudicando di non poter negoziare migliori condizioni, e dopo che i suoi generali avevano dichiarato l'impossibilità di un ripiegamento dell'esercito ad Alessandria, si decise ad abdicare ritenendo che il maresciallo austriaco avrebbe ridotto le richieste trattando col figlio Vittorio Emanuele II: il cambio di regnante rimuoveva dalla «contesa il carattere velenoso prestatole dai risentimenti vicendevoli di Carlo Alberto e del gabinetto di Vienna, facilitava il modo di venire ad un accordo.».
Vittorio Emanuele II, dapprima contattò il generale austriaco, schieratogli di fronte, comunicandogli che non approvava la decisione di suo padre di muovere guerra, ma che tuttavia aveva ancora 50.000 uomini da portare in battaglia, provocando così il temporaneo irrigidimento di Radetzky che tuttavia accettò di incontrare Vittorio Emanuele alle quattro e mezza del mattino, circa un'ora prima della scadenza della tregua.
Vittorio Emanuele, montato a cavallo si recò al quartier generare austriaco, posto in una cascina a Vignale dove le trattative si svolsero direttamente fra il re e il maresciallo, entrambi in piedi alla sola presenza del generale austriaco Hess.
L'armistizio, firmato la sera del 24 marzo 1849, era a tempo indeterminato e prevedeva per la sua rottura un preavviso di otto giorni.

## La ratifica dell'armistizio
Le condizioni di pace discusse nei colloqui se da un lato prevedevano l'amnistia per gli emigrati lombardi-veneti dall'altro imponevano al Regno di Sardegna l'occupazione austriaca della fortezza di Alessandria, il mantenimento delle truppe per il presidio e 200 milioni come indennità di guerra.

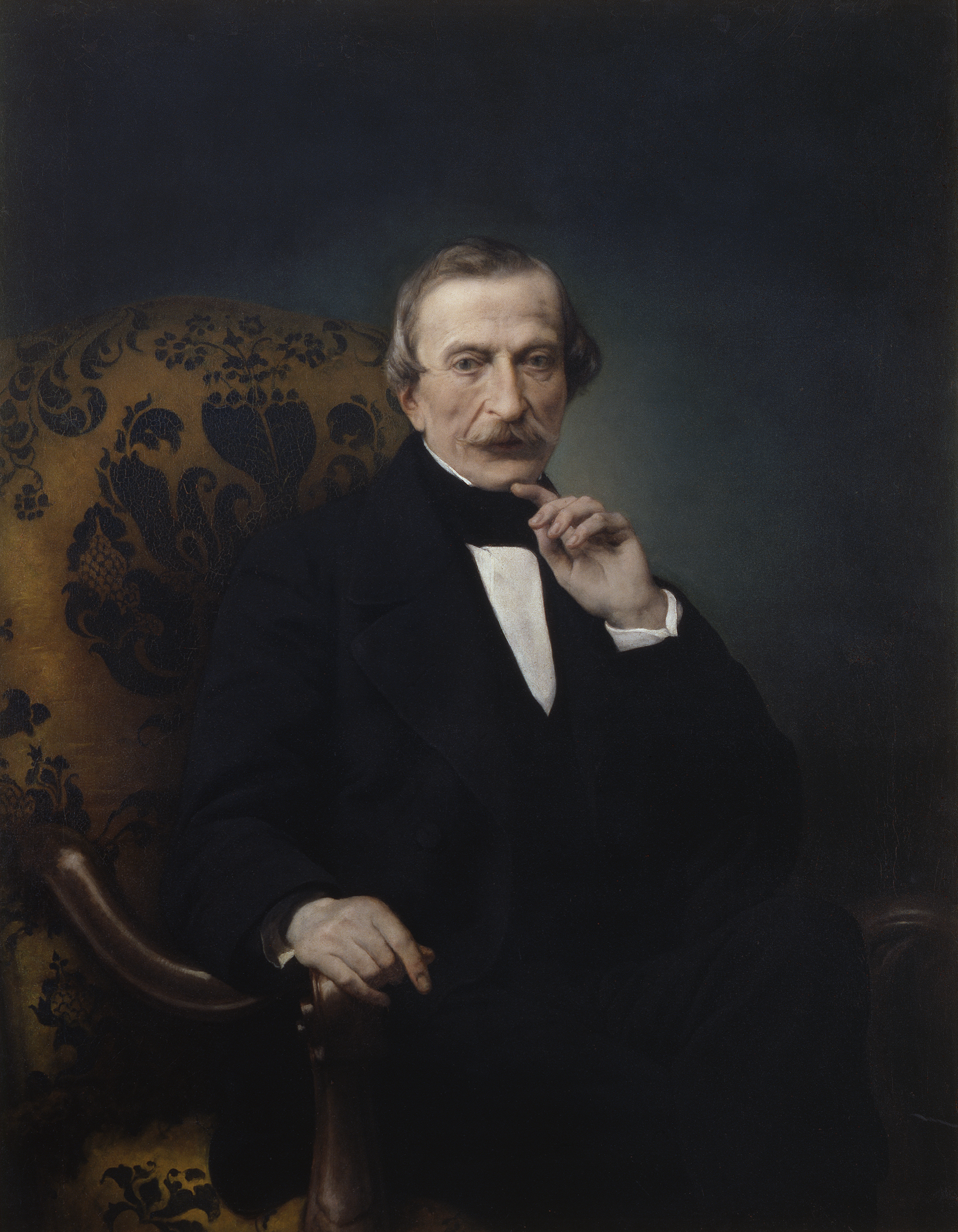
Massimo D'Azeglio

Vittorio Emanuele cercò di opporsi avvertendo gli Austriaci delle ripercussioni negative sull'ordine interno del suo Regno causate da queste clausole. Il sovrano infatti dovette scontrarsi con il partito democratico del parlamento che rifiutava di ratificare il trattato che colpiva il sentimento nazionale e l'amor proprio piemontese. Nonostante l'intervento della regina Maria Adelaide d'Asburgo-Lorena che scrisse al cugino l'imperatore Francesco Giuseppe chiedendo un atteggiamento più indulgente, l'Austria procedette all'occupazione di Alessandria.
Vittorio Emanuele fece allora interrompere le trattative, chiese l'appoggio diplomatico di Francia ed Inghilterra e nel contempo nominò come presidente del consiglio Massimo d'Azeglio (7 maggio 1849), noto per i suoi sentimenti nazionali e patriottici.
L'Austria per evitare ripercussioni internazionali negative cedette: sgomberò Alessandria e riprese i colloqui per la pace riducendo a 75 milioni le indennità di guerra (trattato di Milano del 6 agosto) e amnistiando gli emigrati lombardo-veneti (proclama di Radetzky del 12 agosto).
Il 20 agosto il re firmò il trattato senza l'approvazione delle camere.
La camera dei deputati che era rimasta in maggioranza democratica iniziò allora una politica di ostruzionismo contro l'approvazione del trattato. Massimo d'Azeglio dopo mesi di lotta parlamentare cercò di evitare un atto di forza e di rimanere nell'ambito del sistema costituzionale «ritenendo che un colpo di stato sarebbe stato funesto alla monarchia e al paese e avrebbe aperto l'adito all'influenza o all'intervento dell'Austria.»
D'altra parte l'opposizione continuava nella sua azione ostruzionistica «ma votando le leggi strettamente necessarie all'azione di governo [...] toglieva ogni pretesto per un colpo di stato. Il re non nascondeva il suo risentimento verso il partito, che, dopo avere trascinato suo padre a Novara e avere portato il paese sull'orlo dell'abisso, tendeva a perpetuare un'agitazione che la vera generalità del paese riprovava; ma l'Azeglio lo consigliò a pazientare» finché si decise a rischiare: fece sciogliere nuovamente la camera dal re che con il secondo proclama di Moncalieri del 20 novembre si rivolse agli elettori del Regno di Sardegna affinché portassero in Parlamento una maggioranza favorevole alla ratifica del trattato.
Le elezioni mandarono alla camera una maggioranza di deputati moderati che approvarono il trattato con l'Austria il 5 gennaio 1850. Una vittoria questa per il re che salvava il regime costituzionale e la possibilità di mettersi alla guida della missione nazionale italiana.

## Il "Re Galantuomo"
Dopo la sconfitta di Custoza e l'abdicazione di Carlo Alberto si diffuse la versione che Vittorio Emanuele II nei colloqui tenuti per negoziare l'armistizio, animato da sentimenti patriottici e per la difesa delle libertà costituzionali si sarebbe opposto fieramente alle richieste di Radetzky di abolire lo Statuto Albertino. Questo suo fermo atteggiamento gli valse il titolo di "Re galantuomo".

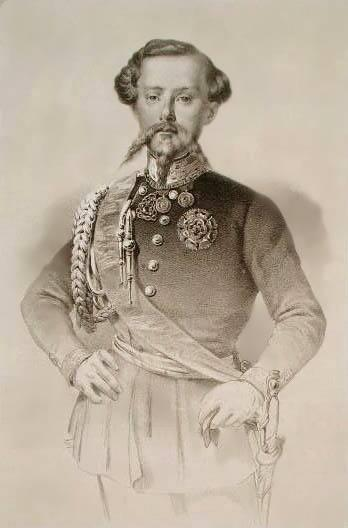
Vittorio Emanuele II in un ritratto di F. Perrini del 1851

Secondo una diversa storiografia che fa capo a Denis Mack Smith, critico nei confronti di casa Savoia e in particolare verso Vittorio Emanuele II, il generale austriaco attenuò le clausole del trattato per non mettere in difficoltà il giovane re e, mantenendo formalmente in vita lo Statuto, dargli anzi la possibilità di opporsi alle richieste radicali dei democratici ancora presenti nel Parlamento subalpino, quelli cioè che avevano voluto e ottenuto da Carlo Alberto la ripresa della guerra dopo la sconfitta della prima battaglia di Custoza. In questo modo Vittorio Emanuele avrebbe potuto condurre una politica moderata e conservatrice nell'ambito del rispetto formale dello Statuto.
Sulla stessa linea interpretativa scrive Indro Montanelli: